# Шатобріан-Ансені (округ)
Округ Шатобріан-Ансені (фр. Arrondissement de Châteaubriant-Ancenis) — округ у Франції, в департаменті Атлантична Луара. 2023 року округ об'єднував 76 муніципалітетів, населення становило 229 965 осіб.
Адміністративний центр (супрефектура) — Шатобріан.

## Муніципалітети
Список муніципалітетів округу та їхні коди INSEE:
1. Аббаре (44001)
2. Авссак (44007)
3. Ансені-Сен-Жереон (44003)
4. Блен (44015)
5. Буврон (44023)
6. Валлон-де-л'Ердр (44180)
7. Ве (44214)
8. Вер-сюр-Луар (44163)
9. Вільпо (44218)
10. Віньє-де-Бретань (44217)
11. Гемене-Панфао (44067)
12. Гранд-Оверне (44065)
13. Граншам-де-Фонтен (44066)
14. Дерваль (44051)
15. Ербре (44054)
16. Ерик (44073)
17. Жан (44076)
18. Жуе-сюр-Ердр (44077)
19. Жуїньє-де-Мутьє (44078)
20. Іссе (44075)
21. Кассон (44027)
22. Конкрей (44044)
23. Куффе (44048)
24. Ла-Григонне (44224)
25. Ла-Мейре-де-Бретань (44095)
26. Ла-Рош-Бланш (44222)
27. Ла-Шапель-Глен (44031)
28. Ла-Шевальре (44221)
29. Ле-Гавр (44062)
30. Ле-Пен (44124)
31. Ле-Сельє (44028)
32. Ле-Туш (44205)
33. Ліньє (44082)
34. Луароксанс (44213)
35. Луїфер (44085)
36. Люзанже (44086)
37. Марсак-сюр-Дон (44091)
38. Массерак (44092)
39. Мезанже (44096)
40. Монреле (44104)
41. Муадон-ла-Рив'єр (44099)
42. Муе (44105)
43. Музей (44107)
44. Нозе (44113)
45. Нор-сюр-Ердр (44110)
46. Нотр-Дам-де-Ланд (44111)
47. Нуаяль-сюр-Брю (44112)
48. Паннсе (44118)
49. Петі-Марс (44122)
50. Петі-Оверне (44121)
51. П'єррик (44123)
52. Плессе (44128)
53. Пує-ле-Кото (44134)
54. Пюсель (44138)
55. Р'єє (44144)
56. Руже (44146)
57. Рюффіньє (44148)
58. Саффре (44149)
59. Сен-Венсан-де-Ланд (44193)
60. Сен-Жульєн-де-Вувант (44170)
61. Сен-Марс-дю-Дезер (44179)
62. Сен-Нікола-де-Редон (44185)
63. Сент-Обен-де-Шато (44153)
64. Судан (44199)
65. Сульваш (44200)
66. Сюсе-сюр-Ердр (44201)
67. Сьйон-ле-Мін (44197)
68. Теє (44202)
69. Тран-сюр-Ердр (44207)
70. Трейєр (44209)
71. Трефф'є (44208)
72. Удон (44115)
73. Фе-де-Бретань (44056)
74. Фегреак (44057)
75. Ферсе (44058)
76. Шатобріан (44036)